# Ksenofont z Koryntu
Ksenofont z Koryntu (gr. Ξενοφῶν) – starożytny grecki atleta, olimpijczyk.
Pochodził ze znakomitego korynckiego rodu Oligajtydów, szczycącego się również licznymi triumfami w sporcie. Jego ojciec, Tessalos, w 504 roku p.n.e. zwyciężył w olimpijskim diaulosie. Podczas igrzysk olimpijskich w 464 roku p.n.e. Ksenofont wygrał jednocześnie zawody w pięcioboju i biegu na stadion. W podzięce za swoje zwycięstwo kupił i ofiarował świątyni Afrodyty na Akrokoryncie 100 heter. Jego triumf opiewał Pindar w XIII odzie olimpijskiej.
Ksenofont odniósł także dwa zwycięstwa na igrzyskach istmijskich i jedno na igrzyskach nemejskich – nie wiadomo jednak, czy w biegu, czy w pięcioboju.